# Norbert Pümpel

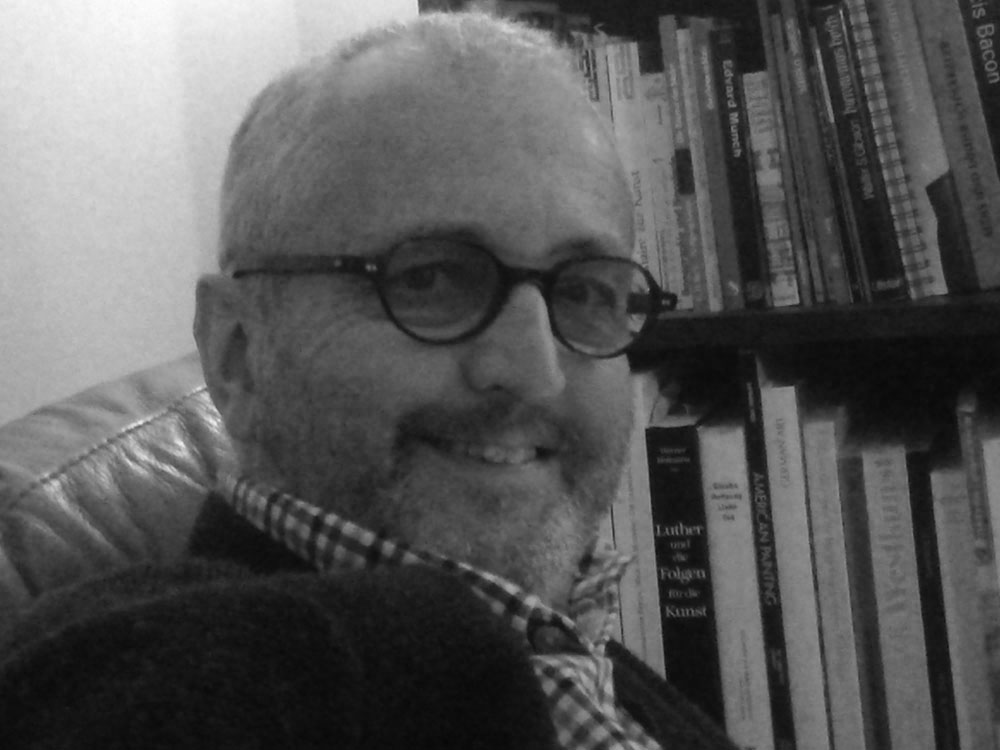
Norbert Pümpel (2013)

Norbert Pümpel (* 1956 in Innsbruck) ist ein österreichischer bildender Künstler.

## Leben
Pümpel studierte Mathematik, Physik und Philosophie ohne Abschluss. Er besuchte keine Kunstakademie; als Künstler ist er Autodidakt. Seine künstlerische Laufbahn begann Ende der 1970er Jahre in der Konzeptkunst.
Zu seinen Arbeiten gehören entropische Zeichnungen (ab 1976), Laserprojekte (1980), Arbeiten zur Theorie der Schwarzen Löcher (1981) und zum Schrödingerschen Katzen-Paradoxon.
1991 übernahm Pümpel ein Lektorat für plastisches Gestalten an der Universität Innsbruck, 1994/95 hielt er Vorlesungen zum Thema Der Raum in der Gegenwartskunst an derselben Universität.
2008 übersiedelte Pümpel von Landeck (Tirol) nach Götzis (Vorarlberg) und eröffnete 2011 ein Atelier in Hohenems. 2020 übersiedelte er nach Drosendorf Stadt und richtete sein Atelier im Bergamtshaus ein.

## Gremientätigkeiten
Von 1992 bis 2002 war Pümpel Mitglied des Kulturbeirates der Tiroler Landesregierung. Von 2010 bis 2016 war er im Vorstand der Berufsvereinigung Bildender Künstler in Vorarlberg.

## Ehrungen und Auszeichnungen
- 2010 Goldenes Ehrenzeichen für Verdienste um die Republik Österreich[1]
- 2016 Verdienstkreuz des Landes Tirol.[2]

## Ausstellungen (Auswahl)

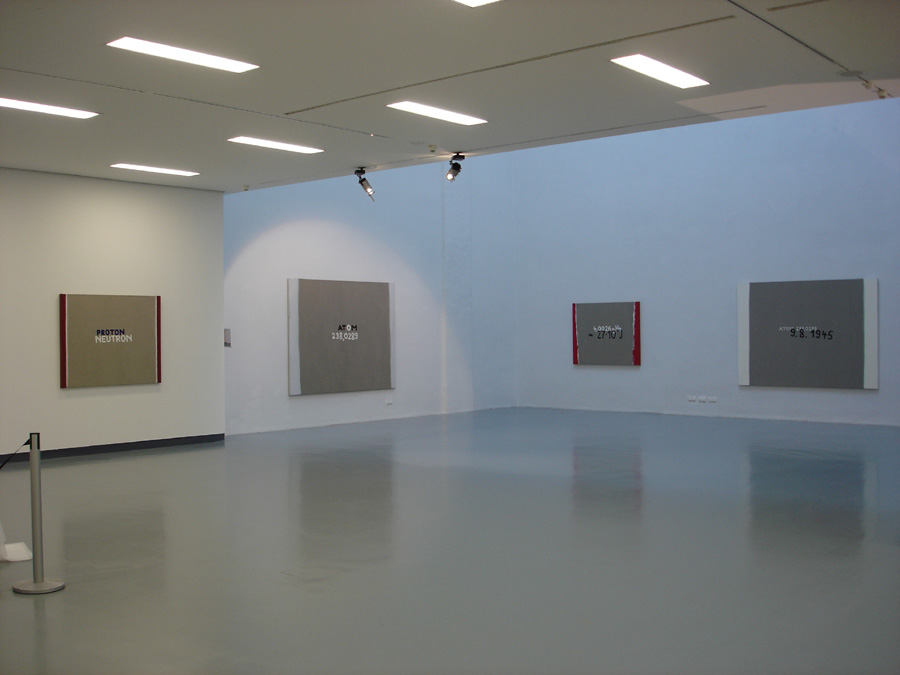
Norbert Pümpel, Ausstellung Museum Ferdinandeum Innsbruck, 2006

- 1979 Beteiligung an der von Hans-Jürgen Müller, Ursula Schurr und Max Hetzler zusammengestellten Ausstellung „Europa 79“ zusammen mit Tony Cragg, Sandro Chia, Francesco Clemente u. a.[3]
- 1984 bei „Orwell und die Gegenwart“ im Museum des 20. Jahrhunderts in Wien, zusammen mit Jochen Gerz, Jörg Immendorff, Robert Morris, Roy Lichtenstein u. a. (Katalog)[4]
- 1985 erste Museums-Einzelausstellung in den Staatlichen und Städtischen Kunstsammlungen, Palais Bellevue, Kassel;
- 1993 Beteiligung an der Ausstellung Die Vertikale Gefahr. Der Luftkrieg in der Kunst in der documenta Halle Kassel, zusammen mit Günther Uecker, Gerhard Richter, Arnulf Rainer u. a.[5]
- 1997 entgegen – religion.gedächtnis.körper in Graz mit Anish Kapoor, Roman Opalka, Joseph Beuys u. a. (Katalog)[6]
- 1992, 1999 und 2002 Personalausstellungen im Concept Space, Shibukawa, Japan
- 2003 Beteiligung an der Internationalen Biennale in Sharjah in den Vereinigten Arabischen Emiraten
- 2005 Innsbruck, Tiroler Landesmuseum Ferdinandeum, Wahrscheinliche Aussage zu einem Guernica des späten 20. Jahrhunderts
- 2006 Innsbruck, Tiroler Landesmuseum Ferdinandeum, Scientific Disaster – Die Hiroshima und Nagasaki Arbeiten
- 2007 Turin, Biblioteca Nationale Zona Ovest / Westösterreich im Dialog, mit Lois und Franziska Weinberger, Peter Kogler, Elmar Trenkwalder, Gottfried Bechtold u. a. Kurator: Christoph Bertsch (Katalog)[7][8]
- 2011 Marburg (D), Marburger Kunstverein, Hamlet Syndrom: Schädelstätten, Kurator Harald Kimpel[9]
- 2012 Neuhaus/Suha (A) Museum Liaunig Realität und Abstraktion 2. Konkrete und reduktive Tendenzen ab 1980[10]
- 2013 Neuhaus/Suha, Museum Liaunig, Von der Fläche zum Raum mit Tony Cragg, Robert Motherwell, Robert Schad, Dora Maurer u. a.
- 2014 Hohenems (A), Otten Kunstraum, Acht ohne Gegenstand mit Hubert Lampert, Tone Fink, Franz Türtscher u. a.[11]
- 2014 Marburg (D), Marburger Kunstverein, art@science. Drei Positionen der Wissenschaftsästhetik. mit Ulysses Belz, Ingrid Hermentin, Norbert Pümpel, Marburger Kunstverein, Katalog hrsg. von Harald Kimpel,[12]
- 2016 Neuhaus/Suha, Museum Liaunig Augen-Blicke, Neuerwerbungen
- 2016 Bregenz, Palais Thurn und Taxis, Man kann auch ganz burleske Fälle konstruieren…[13]
- 2016 Wien, Bildraum 01, Fleeting Memorials[14]
- 2017 Shibukawa (JP), Concept Space und Concept Space R2 Out of Silence zusammen mit Atsuo Hukuda. Erstmals werden die Fleeting Memorials in Japan gezeigt
- 2018/2019 Innsbruck, Kunstraum, Wir deuten sie also, und sehen sie, wie wir sie deuten! [15]
- 2019/2020 Innsbruck, Tiroler Landesmuseum Ferdinandeum, Schönheit vor Weisheit – Das Wissen der Kunst, die Kunst der Wissenschaft[16]
- 2020/2021 Dornbirn, VAI Vorarlberger Architektur Institut Konstruktion Explosion Asche[17]
- 2021 Neuhaus/Suha, Museum Liaunig Tour de Force - Punkt, Linie, Farbe auf dem Weg durch die österreichische Kunst nach 1945[18]
- 2022 Klosterneuburg, Stift Klosterneuburg, Galerie der Moderne, Begegnung und Reflexion, Bild und Abbild[19]
- 2023 Künstlerhaus Wien, HUMAN_NATURE[20]
- 2023 Neuhaus/Suha, Museum Liaunig Follow the Rabbit[21]
- 2024 Kunstverein Horn No Spirit No Flower No Flame[22]
- 2025 Landesgalerie Niederösterreich FLOWER POWER - Eine Kulturgeschichte der Pflanzen[23]
- 2025 AIS Art Institute Shibukawa, Japan, Klagelieder, Personale, Kurator Atsuo Hukuda[24][25]

## Öffentliche Sammlungen (Auswahl)
- Albertina (Wien)[26]
- Stift Klosterneuburg[27]
- Stiftung Klocker Innsbruck[28][29][30][31][32]
- Museum Liaunig, Neuhaus[33][34]
- Museion Museum für moderne und zeitgenössische Kunst Bozen[35]
- Kunsthistorisches Institut der Universität Innsbruck[36]
- Landessammlungen Niederösterreich[37]
- Artothek des Bundes im Belvedere 21[38]

## Werke

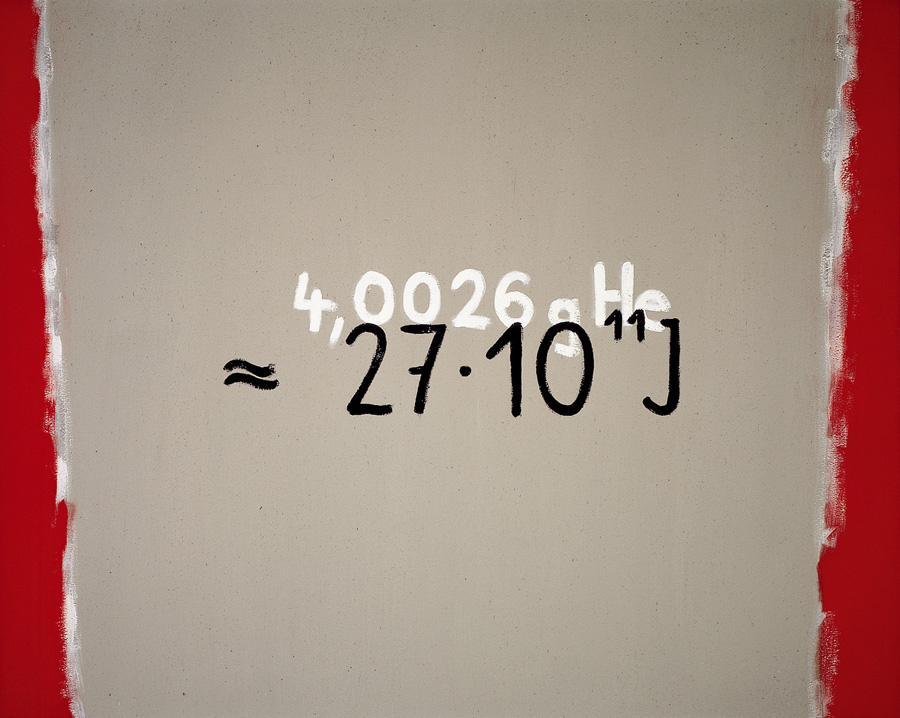
Norbert Pümpel, Scientific Disaster III, 1990

- Hammerschlag Nr. 2, 1978 3-teilige Serie; ca. 90 × 190 cm, ausgestellt: Galerie Krinzinger Innsbruck 1979, und Bregenz Palais Thurn und Taxis, 1979; abgebildet in: Peter Weiermair, Medium Zeichnung, Allerheiligenpresse Innsbruck 1979, und J.M. Seebacher, Wahrnehmen, Palais Thurn und Taxis, Bregenz, 1979 (im Besitz der Albertina in Wien)
- Stars and Stripes Projekt, 1981 6 Bildgruppen zu je vier Teilen, Mischtechnik und Collage auf grundiertem Papier, 100 × 276 cm bis 100 × 1075 cm, ausgestellt und publiziert bei „Künstler aus Tirol“, Pécsi Galéria, Pécs (Ungarn), 1986 (in öffentlichem Kunstbesitz im Kongresszentrum Alpbach: Schrödinger Saal)
- Wahrscheinliche Aussage zu einem Guernica des späten 20. Jahrhunderts, 1982 24-teilige Installation, 291 × 929,6 cm; ausgestellt bei „Zukunftsräume – Bildwelten und Weltbilder der Science Fiction“, Kurator Harald Kimpel, Orangerie, Kassel, 29. April bis 17. Juni 1984 weiters „Zukunftsräume – Bildwelten und Weltbilder der Science Fiction“ Erlangen, Städtische Galerie im Sommer 1984 sowie bei der Ausstellung „Die Vertikale Gefahr. Luftkrieg in der Kunst“ [zum 50. Jahrestag der Zerstörung Kassels], documenta-Halle Kassel, 24. September bis 31. Oktober 1993 sowie bei der Einzelpräsentation Wahrscheinliche Aussage zu einem Guernica des späten 20. Jahrhunderts, Tiroler Landesmuseum Ferdinandeum, Innsbruck, 28. Januar bis 20. Februar 2005 publiziert in: Die vertikale Gefahr, Luftkrieg in der Kunst, Marburg 1993 und in Zona Ovest, Skarabäus Studienverlag, Innsbruck, Wien, Bozen 2007 und in Kunst in Tirol, P. Naredi-Rainer, L. Madersbacher, Innsbruck 2007[39]
- Das Große Stadion, 1983 verschiedene Materialien auf grundiertem Papier, 3 Teile: 126 × 210 cm. Ausgestellt: 1984 bei „Orwell und die Gegenwart“ im Museum des 20. Jahrhunderts in Wien (Katalog)[40]
- Heinrich-Heine-Zyklus, 1986 14-teiliger Zeichnungszyklus, je Teil 126 × 90 cm, publiziert: N. Pümpel, Arbeiten aus 1977–87, Landeck, 1987 (im Besitz der Bank Austria früher: Zentralsparkasse und Kommerzialbank Wien)
- White Fire Curtain, 1990 Eitempera und Asche auf Leinwand, 190 × 250 cm besprochen und abgebildet in: Harald Kimpel, Die Schwerkraft der Bilder, N. Pümpels kreativer Beitrag zur Theorie der unterlassenen Praxis, in: N. Pümpel, 238,0289, Arbeiten über die universellen Naturkonstanten und die Atombombe, Landeck, 1990 ausgestellt, besprochen und abgebildet: Harald Kimpel; Der Luftkrieg in der Kunst, Kassel, documenta Halle, 1993
- Scientific Disaster III, 1990 Eitempera, Cadmiumrot auf Asche auf Leinwand, 120 × 125 cm ausgestellt: bei „Caution-Art“ in der Thomas Segal Gallery Boston, 1991 (Privatbesitz)
- Part of Universe Reflecting Part of Universe, 2003 Vierteilige Arbeit auf Leinwand auf Holz, 60 × 204 cm sowie zweiteilige Arbeiten 45 × 76 cm, ausgestellt und publiziert in Kraftwerk Peripher Imst-Au, 2004 und bei „Realität und Abstraktion 2“ Museum Liaunig, 2012 (Privatbesitz)
- Apricot Disaster, 2009, Mischtechnik auf Papier, je 154 × 114 cm (im Besitz der Republik Österreich: Artothek des Bundes Wien)[41]
- Scientific Disaster V und VI, 2009, 2010, Mischtechnik auf Papier, je 154 × 114 cm (Privatbesitz)
- (First Lightning) Dark Lightning (Joe1) 2011, Mischtechnik auf Papier, 154 × 114 cm (Privatbesitz)
- South Pacific Winter, Bildgruppe 2011–2012
- Fleeting Memorials, 2012–2016

Mit den Fleeting Memorials setzt sich Norbert Pümpel einmal mehr mit der Zeit auseinander. Er relativiert Erinnerung, in dem er kleine Gedenktafeln inszeniert, die aber starken zeitlichen Veränderungen unterworfen sind. Durch die Verwendung sehr dünner Papiere und verschiedener Substanzen, die das Papier im Laufe der Jahre verändern, kalkuliert Pümpel den Verfall mit ein. Erinnert wird hier kein konkretes Ereignis keine individuelle Person, eine zehnstellige Ziffernfolge gibt lediglich an wie viele Menschen zum angegebenen Zeitpunkt schätzungsweise auf dem Planeten leben. (Harald Kimpel)
Die Fleeting Memorials wurden seit 2014 in Marburg (D), Appenzell (CH), Wien (A) und Shibukawa (JP) gezeigt
- Objekte über Wittgenstein, 2012–2019
- Collapsing Systems, 2012–2022
- Closed Chambers, 2018–2022
- Nympheas, Bilder zum Krieg in der Ukraine, 2022–2023
- Klagelieder, 2023–2025